# Cicynethus subtropicalis
Cicynethus subtropicalis is een spinnensoort uit de familie van de mierenjagers (Zodariidae).
De wetenschappelijke naam van de soort werd in 1952 als Chariobas subtropicalis gepubliceerd door Reginald Frederick Lawrence.